# 克兰彭堡铁路
克兰彭堡铁路（丹麦语：Klampenborgbanen）是丹麦西兰岛的一条短线铁路，现由丹麦国家铁路下属的哥本哈根市郊铁路使用。全长13.3千米。线路大致呈南北走向，南起哥本哈根火车总站，北至克兰彭堡站。全线与西兰岛海岸铁路哥本哈根火车总站⟷克兰彭堡站部分并列布置。途经根措夫特市鎮东部，巴根游乐园和耶厄斯堡鹿园亦位于根措夫特市鎮东部的克兰彭堡铁路沿线。

## 运营中车站
| 站名             | 里程     | 途经哥本哈根市郊铁路线路 |
| ---------------- | -------- | ------------------------ |
| 哥本哈根火车总站 | 0千米    |                          |
| 西门站           | 0.5千米  |                          |
| 北门站           | 1.5千米  |                          |
| 东门站           | 3.1千米  |                          |
| 北港站           | 4.5千米  |                          |
| 天鹅磨坊站       | 5.8千米  |                          |
| 海勒鲁普站       | 7.8千米  |                          |
| 夏洛滕隆站       | 10.3千米 |                          |
| 奥德鲁普站       | 11.6千米 |                          |
| 克兰彭堡站       | 13.3千米 |                          |

注1：“站名”一栏为灰色背景的车站同时为西兰岛海岸铁路车站，同时有主线铁路列车与哥本哈根市郊铁路列车停靠。
注2：“站名”一栏为粉红色背景的车站仅有哥本哈根市郊铁路列车停靠。

## 历史
克兰彭堡铁路开通于1863年，开通初期是西兰岛北线铁路的一条支线。最初由西兰岛铁路公司运营，后被丹麦国家铁路接管。开通初期的南端终点为海勒鲁普站。其在建成之初便兼具通勤铁路的功能。自通车初期至今许多由哥本哈根主城区前往巴根游乐园、耶厄斯堡鹿园、貝爾維尤海滩的游客选择使用克兰彭堡铁路。
1897年，连接哥本哈根与赫尔辛格的西兰岛海岸铁路通车，克兰彭堡铁路成为了西兰岛海岸铁路的一部分。1928年，西兰岛海岸铁路哥本哈根火车总站⟷克兰彭堡站部分由复线铁路扩能为四线铁路。此次扩能改造后，长途列车使用其中两线，短途通勤列车使用另外两线。
1934年，哥本哈根市郊铁路开通后，克兰彭堡铁路（原先四线的西兰岛海岸铁路中的两条短途通勤列车股道）升级为电气化铁路。 此后基本形成由哥本哈根市郊铁路使用的克兰彭堡铁路和由主线铁路使用的西兰岛海岸铁路线路并列但轨道相对独立的状态。西兰岛海岸铁路哥本哈根火车总站⟷克兰彭堡站部分因其中两条股道划归哥本哈根市郊铁路，由四线铁路转为复线铁路。西兰岛海岸铁路（不包括克兰彭堡铁路）并未随1934年哥本哈根市郊铁路工程电气化，而是直到1986年才全部完工。

## 现时与西兰岛海岸铁路的关系
克兰彭堡铁路与西兰岛海岸铁路均为丹麦国家铁路所属的铁路线路。现时的克兰彭堡铁路与西兰岛海岸铁路哥本哈根火车总站↔克兰彭堡站部分并列布置，有部分资料将克兰彭堡铁路视为西兰岛海岸铁路哥本哈根火车总站⟷克兰彭堡站部分的3、4线，但两者的定位与电气化制式均有较大差异，轨道亦相对独立。包括克兰彭堡铁路在内的由哥本哈根市郊铁路使用的线路采用直流 1650伏 高架电缆供电，丹麦国家铁路所属的主线铁路采用交流 25千伏 50赫兹 高架电缆供电。这使得哥本哈根市郊铁路与丹麦国家铁路所属的主线铁路的电气化火车难以通用，哥本哈根市郊铁路的轨道亦与主线铁路相对独立，尽管很多车站共用。 克兰彭堡铁路供丹麦国家铁路下属的哥本哈根市郊铁路使用，西兰岛海岸铁路供主线铁路列车使用。西兰岛海岸铁路哥本哈根火车总站⟷克兰彭堡站段所有的车站均为克兰彭堡铁路车站。克兰彭堡铁路的部分车站虽然有西兰岛海岸铁路股道从克兰彭堡铁路股道旁经过，但这些车站不属于西兰岛海岸铁路车站（无西兰岛海岸铁路站台、无西兰岛海岸铁路列车停靠、西兰岛海岸铁路股道与克兰彭堡铁路股道相对独立）。